# 2017-es svéd labdarúgó-bajnokság (másodosztály)
A 2017-es Superettan volt a 17. alkalommal megrendezett másodosztályú labdarúgó-bajnokság Svédországban. A pontvadászat 2017. április 1-jén kezdődött és november 4-én ért véget.

## Csapatváltozások
| Feljutott a másodosztályba            | Kiesett a harmadosztályba                |
| ------------------------------------- | ---------------------------------------- |
| IF Brommapojkarna Östers IF Norrby IF | Assyriska FF Ljungskile SK Ängelholms FF |

## Résztvevő csapatok
| Csapat            | Székhely     | Stadion                  | Befogadóképesség1 |
| ----------------- | ------------ | ------------------------ | ----------------- |
| Dalkurd FF        | Borlänge     | Domnarvsvallen           | 6,500             |
| Degerfors IF      | Degerfors    | Stora Valla              | 12,500            |
| Falkenbergs FF    | Falkenberg   | Falcon Alkoholfri Arena  | 4,000             |
| GAIS              | Göteborg     | Gamla Ullevi             | 18,416            |
| Gefle IF          | Gävle        | Gavlevallen              | 6,500             |
| Helsingborgs IF   | Helsingborgs | Olimpiai Stadion         | 16,500            |
| IF Brommapojkarna | Bromma       | Grimsta IP               | 8,000             |
| IFK Värnamo       | Värnamo      | Finnvedsvallen           | 5,000             |
| IK Frej           | Täby kyrkby  | Vikingavallen            | 2,650             |
| Norrby IF         | Borås        | Borås Arena              | 17,800            |
| Syrianska FC      | Södertälje   | Södertälje Fotbollsarena | 6,400             |
| Trelleborgs FF    | Trelleborg   | Vångavallen              | 10,000            |
| Varbergs BoIS     | Varberg      | Påskbergsvallen          | 4,500             |
| Åtvidaberg FF     | Åtvidaberg   | Kopparvallen             | 8,000             |
| Örgryte IS        | Göteborg     | Gamla Ullevi             | 18,416            |
| Östers IF         | Växjö        | Visma Arena              | 12,000            |

- 1A Svéd Labdarúgó Szövetség honlapja szerint.[6]

## A bajnokság végeredménye
| Hely. | Csapat                   | M  | Gy | D  | V  | G+ | G– | Gk  | P  | Továbbjutás vagy kiesés    |
| ----- | ------------------------ | -- | -- | -- | -- | -- | -- | --- | -- | -------------------------- |
| 1.    | IF Brommapojkarna (B, F) | 30 | 19 | 5  | 6  | 59 | 26 | +33 | 62 | feljutott az Allsvenskanba |
| 2.    | Dalkurd FF (F)           | 30 | 17 | 7  | 6  | 57 | 26 | +31 | 58 | feljutott az Allsvenskanba |
| 3.    | Trelleborgs FF (F)       | 30 | 14 | 10 | 6  | 54 | 32 | +22 | 52 | Rájátszás                  |
| 4.    | Falkenbergs FF           | 30 | 12 | 12 | 6  | 50 | 39 | +11 | 48 |                            |
| 5.    | Östers IF                | 30 | 13 | 9  | 8  | 46 | 35 | +11 | 48 |                            |
| 6.    | IFK Värnamo              | 30 | 14 | 5  | 11 | 53 | 44 | +9  | 47 |                            |
| 7.    | Helsingborgs IF          | 30 | 11 | 12 | 7  | 40 | 41 | −1  | 45 |                            |
| 8.    | Degerfors IF             | 30 | 12 | 8  | 10 | 42 | 38 | +4  | 44 |                            |
| 9.    | GAIS                     | 30 | 10 | 7  | 13 | 28 | 37 | −9  | 37 |                            |
| 10.   | Norrby IF                | 30 | 11 | 4  | 15 | 44 | 56 | −12 | 37 |                            |
| 11.   | Varbergs BoIS            | 30 | 9  | 9  | 12 | 42 | 42 | 0   | 36 |                            |
| 12.   | Gefle IF                 | 30 | 10 | 6  | 14 | 40 | 48 | −8  | 36 |                            |
| 13.   | Örgryte IS (O)           | 30 | 9  | 9  | 12 | 29 | 45 | −16 | 36 | Osztályozó                 |
| 14.   | IK Frej (O)              | 30 | 8  | 5  | 17 | 39 | 51 | −12 | 29 | Osztályozó                 |
| 15.   | Syrianska FC (K)         | 30 | 3  | 7  | 20 | 39 | 66 | −27 | 16 | Kiesik a Division 1-be     |
| 16.   | Åtvidaberg FF (K)        | 30 | 6  | 5  | 19 | 22 | 58 | −36 | 23 | Kiesik a Division 1-be     |

### Osztályozó
| 2017. november 8. 19:00 UTC+1 |

| Akropolis IF       | 1–1         | IK Frej       |
| ------------------ | ----------- | ------------- |
| Haglind-Sangré 88' | Jegyzőkönyv | Falkeborn 17' |

| Spånga IP, Spånga Nézőszám: 1000 Játékvezető: Granit Maqedonci |

| 2017. november 11. 13:00 UTC+1 |

| IK Frej | 0–0         | Akropolis IF |
| ------- | ----------- | ------------ |
|         | Jegyzőkönyv |              |

| Vikingavallen, Täby kyrkby Nézőszám: 1968 Játékvezető: Robert Daradić |

IK Frej nyert 1–1-es összesítéssel, idegenben lőtt gólokkal.
| 2017. november 8. 19:00 UTC+1 |

| Mjällby AIF               | 2–1         | Örgryte IS     |
| ------------------------- | ----------- | -------------- |
| Enarsson 18' Löfquist 31' | Jegyzőkönyv | Atashkadeh 61' |

| Strandvallen, Hällevik Nézőszám: 3035 Játékvezető: Victor Wolf |

| 2017. november 11. 13:00 UTC+1 |

| Örgryte IS                    | 3–1         | Mjällby AIF |
| ----------------------------- | ----------- | ----------- |
| Said Adan 69', 83' Araba 119' | Jegyzőkönyv | Stagova 32' |

| Gamla Ullevi, Göteborg Nézőszám: 3264 Játékvezető: Johan Krantz |

Örgryte IS nyert 4-3-as összesítéssel.

## Statisztika
| # | Játékos              | Klub              | Gólok |
| - | -------------------- | ----------------- | ----- |
| 1 | Richard Yarsuvat     | Dalkurd FF        | 17    |
| 2 | Salif Camara Jönsson | Trelleborgs FF    | 15    |
| 3 | Viktor Gyökeres      | IF Brommapojkarna | 13    |
| 3 | Nicklas Savolainen   | Norrby IF         | 13    |
| 5 | Sargon Abraham       | Degerfors IF      | 12    |
| 5 | Pär Cederqvist       | IFK Värnamo       | 12    |
| 5 | Deniz Hümmet         | Gefle IF          | 12    |

| # | Játékos           | Klub              | Gólpassz |
| - | ----------------- | ----------------- | -------- |
| 1 | Petar Petrović    | IFK Värnamo       | 12       |
| 2 | Piotr Johansson   | Gefle IF          | 11       |
| 3 | Markus Gustafsson | IF Brommapojkarna | 10       |
| 4 | Adam Ståhl        | Norrby IF         | 9        |
| 5 | Dino Islamović    | Trelleborgs FF    | 8        |
| 6 | Dusan Djuric      | GAIS              | 7        |
| 6 | Zoran Jovanović   | Trelleborgs FF    | 7        |

### Mesterhármast elérő játékosok
| Játékos                           | Csapat            | Ellenfél      | Végeredmény | Dátum              |
| --------------------------------- | ----------------- | ------------- | ----------- | ------------------ |
| Salif Camara Jönsson(4 gólt lőtt) | Trelleborgs FF    | Örgryte IS    | 6–0         | 2017. április 24.  |
| Salif Camara Jönsson(4 gólt lőtt) | Trelleborgs FF    | IFK Värnamo   | 0–4         | 2017. május 2.     |
| Nicklas Savolainen                | Norbby IF         | Gefle IF      | 3–2         | 2017. május 15.    |
| Gabriel Altemark-Vanneryr         | Varbergs BoIS     | GAIS          | 7–1         | 2017. május 17.    |
| Tobias Englund                    | Falkenbergs FF    | Varbergs BoIS | 3–5         | 2017. május 27.    |
| Mattias Genc                      | Syrianska FC      | Norrby IF     | 3–4         | 2017. augusztus 8. |
| Richard Yarsuvat                  | Dalkurd FF        | IK Frej       | 3–2         | 2017. augusztus 9. |
| Viktor Gyökeres                   | IF Brommapojkarna | Gefle IF      | 4–1         | 2017. november 4.  |